# Pergalumna sulcatomarginata
Pergalumna sulcatomarginata är en kvalsterart som beskrevs av Sandór Mahunka 1986. Pergalumna sulcatomarginata ingår i släktet Pergalumna och familjen Galumnidae. Inga underarter finns listade i Catalogue of Life.